# Pavia di Udine
Pavia di Udine is een gemeente in de Italiaanse provincie Udine (regio Friuli-Venezia Giulia) en telt 5653 inwoners (31-12-2004). De oppervlakte bedraagt 34,6 km², de bevolkingsdichtheid is 162 inwoners per km².
De volgende frazioni maken deel uit van de gemeente: Chiasottis, Cortello, Lauzacco, Lumignacco, Percoto, Persereano, Popereacco, Risano, Ronchi.

## Demografie
Pavia di Udine telt ongeveer 2206 huishoudens. Het aantal inwoners steeg in de periode 1991-2001 met 1,0% volgens cijfers uit de tienjaarlijkse volkstellingen van ISTAT.
| Jaar | Inwoneraantal |
| ---- | ------------- |
| 1991 | 5422          |
| 2001 | 5477          |

## Geografie
De gemeente ligt op ongeveer 60 m boven zeeniveau.
Pavia di Udine grenst aan de volgende gemeenten: Bicinicco, Buttrio, Manzano, Mortegliano, Pozzuolo del Friuli, Pradamano, Santa Maria la Longa, Trivignano Udinese, Udine.